# Rezeption (Recht)
Rezeption ist in der Rechtswissenschaft die ganze oder teilweise Auf-, An- oder Übernahme von Rechtsvorschriften und/oder Rechtsvorstellungen (zum Beispiel von Werten) aus einer anderen Rechtsgemeinschaft.

## Historische Rezeption
Die bekannteste und wohl bedeutsamste Rezeption von Rechtsvorschriften bildete für den kontinentaleuropäischen Bereich die Rezeption des römischen Rechts, vornehmlich des Corpus iuris civilis und daneben die Anpassung der Stammesrechte (zum Beispiel: Germanische Stammesrechte) und Landrechte an das Römische Recht im Mittelalter. Die Rezeption des Römischen Rechtes ist in allen europäischen Rechtsordnungen mehr oder weniger direkt oder indirekt nachweisbar.

## Rezeptionsvorgang

### Einseitige – zweiseitige – mehrseitige Rezeption
Die Rezeption kann ein einseitiger Prozess (Übernahme von Rechtsvorschriften oder Rechtsvorstellungen durch eine andere Rechtsgemeinschaft ohne Rückwirkung) oder ein zweiseitiger Prozess sein (Übernahme einer Rechtsvorschrift oder von Rechtsvorstellungen durch eine Rechtsgemeinschaft und Rückwirkung der übernommenen Rechtsvorschrift oder Rechtsvorstellung auf das Ursprungsland/Ursprungsgemeinschaft).
Im Rahmen einer größeren Gemeinschaft (zum Beispiel die Europäische Union) oder im Umfeld einer Hegemonialmacht findet eine Rezeption auch mehrseitig statt. Die Rezeption im Rahmen einer supranationalen Gemeinschaft wie der EU erfolgt wechselseitig und weitgehend gleichberechtigt (Rechtsharmonisierung – horizontale Rezeption). Die Rezeption im Umfeld einer Hegemonialmacht hingegen findet meist in eine Richtung statt (vertikale Rezeption), indem mehrere in Abhängigkeit befindliche Rechtsgemeinschaften die Rechtsnormen oder Wertvorstellungen der Hegemonialmacht übernehmen und nur ausnahmsweise eine Rückwirkung auf die Hegemonialmacht stattfindet.

### Freiwillige – unfreiwillige Rezeption
Die Rezeption von Rechtsvorschriften oder Rechtsvorstellungen findet freiwillig statt, wenn
- die übernehmende Rechtsgemeinschaft (Rezipient) die Rechtsvorschrift oder Rechtsvorstellung aus eigenem Antrieb übernimmt und
- wieder rückgängig machen kann.

Die Rezeption von Rechtsvorschriften oder Rechtsvorstellungen findet unfreiwillig statt, wenn
- die übernehmende Rechtsgemeinschaft die Rechtsvorschrift oder Rechtsvorstellung nicht aus eigenem Antrieb übernimmt oder
- nicht wieder selbständig rückgängig machen kann.

### Bewusste – unbewusste (schleichende) Rezeption
Die Rezeption von Rechtsvorschriften oder Rechtsvorstellungen findet bewusst statt, wenn der Rezipient die Übernahme anstrebt und dauerhaft durchführt.
Eine unbewusste Rezeption von Rechtsvorschriften oder Rechtsvorstellungen findet statt, wenn es zu  einer schleichenden („stillen“) Änderung vor allem der Rechtsvorstellungen und in weiterer Folge der Rechtsvorschriften kommt.

### Dauerhafte – temporäre Rezeption
Eine Rezeption kann als dauerhafte Übernahme von Rechtsvorschriften oder Rechtsvorstellungen angesehen werden, wenn
- die Übernahme über einen längeren Zeitraum im Rechtsbestand des Rezipienten verbleibt und
- wesentliche Einwirkungen auf andere Rechtsnormen und Rechtsvorstellungen des Rezipienten nachweisbar sind.

Nur eine temporäre Rezeption liegt jedenfalls vor, wenn die Übernahme von Rechtsvorschriften oder Rechtsvorstellungen keine wesentlichen Auswirkungen auf den Rechtsbestand des Rezipienten hat.
Der nach außen sichtbare Wille, eine Rechtsvorschriften oder Rechtsvorstellungen dauerhaft oder nicht zu übernehmen, hat auf die Einteilung als dauerhafte oder temporäre Rezeption keinen Einfluss.
Eine besondere Form der Rezeption von partiellen Rechtsvorschriften und Rechtsvorstellungen erfolgt durch die vertiefte europäische Integration auch im Justizbereich und die andauernde gegenseitige Anerkennung von gerichtlichen Entscheidungen und Schiedssprüchen. Die Auswirkungen dieser Form der „stillen“ Rezeption ist derzeit noch nicht ausreichend erforscht und sichtbar, da entsprechende Anpassungen in den Unionsmitgliedstaaten fast unbemerkt (schleichend) erfolgen. Diese Anpassungen sind durch die zwingende Anerkennung von gerichtlichen Entscheidungen und Schiedssprüchen aus den jeweils anderen Unionsmitgliedstaaten bedingt, da die Umsetzung wegen der vertraglichen Verpflichtungen im jeweils anderen Unionsmitgliedstaat erfolgen muss und kaum Ausnahmen zulässig sind (siehe zu den möglichen Ausnahmen: Voraussetzung der Anerkennung von gerichtlichen Entscheidungen und Wirkungserstreckung).
Siehe dazu auch:
- Europäisches Gerichtsstands- und Vollstreckungsübereinkommen
- EuGVVO
- New Yorker Übereinkommen über die Anerkennung und Vollstreckung ausländischer Schiedssprüche
- Grundsatz der Wirkungserstreckung
- Exequaturverfahren

### Direkte – indirekte Rezeption
Die Rezeption von Rechtsvorschriften oder Rechtsvorstellungen kann auf verschiedene Arten erfolgen:
- direkt
  - direkte Übernahme einer Rechtsvorschrift oder Rechtsvorstellungen ohne Veränderung (Rezeption en bloc)
  - direkte Übernahme einer Rechtsvorschrift oder Rechtsvorstellungen ohne wesentliche inhaltliche Veränderung,
  - direkte Übernahme einer Rechtsvorschrift oder Rechtsvorstellungen mit wesentlicher inhaltlicher Veränderung
- indirekt
  - offene Übernahme von Rechtsvorschrift oder Begriffen, Inhalten, Gedanken oder Wertvorstellungen aus einer anderen Rechtsgemeinschaft. Diese werden in einem eigenen Kontexte adaptiert und zu einem eigenständigen Neuen transformiert, wobei die Rezeptionsvorlage sichtbar bleibt.
  - verstecke Übernahme von Rechtsvorschrift oder Begriffen, Inhalten, Gedanken oder Wertvorstellungen. Diese werden in einem eigenen Kontexte adaptiert und zu einem eigenständigen Neuen transformiert, wobei die Rezeptionsvorlage auf den ersten Blick nicht sichtbar bleibt.

Bei der direkten Rezeption handelt es sich immer auch um eine offene Rezeption, bei welcher die Quelle leicht erkennbar bleibt. Der Übergang zwischen der direkten Rezeption mit wesentlicher inhaltlicher Veränderung und der offenen indirekten Rezeption ist fließend und muss anhand des Einzelfalles festgestellt werden.
Die Rezeption im Recht ist ein evolutionärer Vorgang, bei dem sich unter optimalen Umständen die besten Gedanken und Wertvorstellungen durchsetzen und nachvollzogen werden.

## Aktuelle Rezeption (Beispiel)

### Supranationale Ebene
Im Rahmen der Europäischen Union wird im Rahmen der Harmonisierung über das Europarecht mehr oder weniger in das nationale Recht direkt oder indirekt Einfluss genommen (direkt zum Beispiel über umzusetzende europäische Rechtsakte, indirekt zum Beispiel durch die sich gemeinsam herausbildenden Vorstellungen eines gemeinsamen Raums der Freiheit, der Sicherheit und des Rechts), durch den zum Beispiel die eigenen Staatsbürger gegenüber den Unionsbürgern nicht benachteiligt werden sollen (Vergleich zum Beispiel die Inländerdiskriminierung).

### Völkerrechtliche Ebene
Auf völkerrechtlicher Ebene hat sich vor allem im Bereich des Kriegsvölkerrechtes, des Strafrechtes und der Grundrechte (Menschenrechte, Bürgerrecht, Freiheitsrechte) eine gegenseitige Beeinflussung und auch Rezeption, vor allem von Wertvorstellungen, ergeben. Ebenso kann es im Rahmen des „autonomen Nachvollzuges“ zu einer freiwilligen Rechtsangleichung durch Drittstaaten kommen (siehe: Rechtsangleichung in der Europäischen Union).

### Rezeption im Rahmen privater Akteure
Im Rahmen der zunehmenden weltweiten Verflechtung in allen Bereichen (zum Beispiel der Wirtschaft, Politik, Kultur, Umwelt, Kommunikation etc.) findet auch eine Rezeption rechtlicher Rahmenbedingungen im Bereich privater Akteure (vor allem Wirtschaftstreibender / Konzerne) statt. Dies wird teilweise durch nationales, supranationales Recht und Völkerrecht unterstützt.

## Urheberrecht und Rezeption
Rechtsvorschriften unterliegen grundsätzlich nicht dem Urheberrecht.
Die Übernahme einer Rechtsnorm in eine andere Rechtsgemeinschaft wird in der Regel in der Rechtswissenschaft auch als Auszeichnung für den/die Schöpfer der Ursprungsrechtsnorm angesehen. Rechtsgemeinschaften werden an der Übernahme von Rechtsvorschriften und Rechtsvorstellungen daher nicht gehindert.
Völkerrechtlich besteht kein Verbot oder eine Zustimmungs- bzw. Bewilligungspflicht für die Rezeption von Rechtsvorschriften aus einer anderen Rechtsgemeinschaft.